# Atelopus spumarius
Atelopus spumarius é uma espécie de sapo da família Bufonidae. Ele é endêmico no Brasil, Colômbia, Equador, Guiana Francesa, Guiana, Peru e Suriname. Seu habitat natural são as florestas úmidas de terra firme, em áreas tropicais e subtropicais. Está ameaçado pela perda do seu habitat.